# Ничрас
Ничрас (таб. Ничӏрас) — село в Табасаранском районе Дагестана (Россия). Входит в состав сельского поселения «Сельсовет Турагский».

## География
Расположено в 18 км к юго-востоку от административного центра района с. Хучни. На западе граничит с Хивским районом. В 3-х км к северо-западу находится с. Тураг.

## Население
| 1895 | 1926 | 1939 | 1970 | 1989 | 2002 | 2010 |
| ---- | ---- | ---- | ---- | ---- | ---- | ---- |
| 305  | ↗403 | ↗431 | ↗624 | ↗729 | ↗984 | ↘878 |
| 2021 |      |      |      |      |      |      |
| ↘815 |      |      |      |      |      |      |

## Инфраструктура

### Здравоохранение
- Фельдшерский пункт.[9]

## Сельское хозяйство
Основное занятие населения — скотоводство, в меньшей степени — растениеводство.

## История
Первое упоминание села Ничрас начинается с 1239 года, и называлось село Заргачияр. Местные жители обрабатывали металл и глину.
Село Ничрас расположено на юго-востоке  Дагестана. Ничрас граничит на севере с с. Сика, и Туруф, на востоке — со старыми сёлами Акантил и Гухраг, на юге — с сёлами Чире и Межгуль, на Западе Зильдик и Зирдаг. В настоящее время насчитывается 135 дворов (196 хозяйств), столько же находится за пределами села.
Изготавливали военные доспехи и сельхоз-орудия из меди, серебра и железа и из глины изготавливали гончарные изделия: кувшины, трубы, изалы ( хранилище продуктов). Мастера славились как в Дагестане, так и в Азербайджане. Село Заргачияр входил в состав магал, калук. А калук входил в состав магал Нитрик. С 1394—97 г. село подверглось нападению Тимур-хана. В этих сражениях участвовали магалы Калук и Нитрик. Бой проходил в местности под названием Сенгрин и ИчIар недалеко от села Ничрас.
Сенгир означает оборона, укрепление. Примерно с 1395 до 1739/ 41 годы назывались Ижлас (мажлис) и поменяли ремесло от кузнечества на юриспруденцию, где решались вопросы издания законов и вынесения судебных решений в этих магалах. В это время в селе насчитывало около 700 дворов. В 1736—39 гг. сельчане выступали против Иранских шахов, против Ибрагима хана и в последующем Надир шаха. Убив Ибрагим хана сельчане вместе с ближайшими селениями Ванихъ, Тураг, Чере, Яраг, Гасул были уничтожены Надир шахом.
В 1744—45 годы село возродилось. С тремя дворами и основателем села был тухум Бусужар. В 1867 году в селе насчитывалось 29 дворов. Из них 90 мужчин, 77 женщин. С этого времени село начали называть Ничрас. В 1905—15 годы сельчане вместе с царскими войсками выступали против турок. Участником этих событий является Ферзуллаев Кахриман. В 1936 г. в селе организовали коллектив «Объединение». Главным занятием сельчан  было земледелие и животноводство. Все работы выполняли вручную — сеяли и убирали. Помимо фруктов выращивали зерновые культуры, сеяли озимую пшеницу и возделывали повсеместно на территории села. В предгорной зоне получило развитие и разведение буйволов, коров, быков, овец. Главным занятием среди женщин было ковроткачество. В селе действовала ковровая фабрика, где работало более 80 ковровщиц. После распада союза ковровая фабрика прекратило свое существование. Главным достопримечательностью села является водопад- высотой 30 метров. Недалеко от села на реке Зизик расположен этот водопад, в 1 км от села Ничрас.
В 1938 г. образован колхоз «Пионер». Во второй мировой войне (1939—45 гг.) и в ВОВ участвовали из села Ничрас 35 человек. Из них не вернулись с полей сражений 25 человек. Жители села активно участвовали и на трудовом фронте и во время войны Сефербеков Фейтулла является кавалером ордена «Красной звезды». В 1966 году село входило в совхоз «Хучнинский». В 1969-70 г. образовалось совхоз «Восход», куда вошло и село Ничрас. В мае 1969 года в село провели электричество. В 1991 образовали совхоз «Ничрасский». 30 декабря 2009 г. в село провели газ.

## Развитие культуры и народного образования
Как и во всем Дагестане, обучение грамоте в сел. Ничрас началось в начале 30-х годов XX века.
Ввиду отсутствия помещения для школы первоначально занятия проводились в частном доме у жителя села Ничрас Ахма, а потом в пристройке к мечети.
Позже было построено небольшое здание, с тремя классными помещениями у родника. Из-за отсутствия местных учителей в Ничрасе занятия проводили приезжие учителя из других сёл.
В 30—50-е годы в Ничрасе работали: Балакерим из сел. Межгюль Хивского района, Руфет из сел. Мугарты, Шохоров — русский, Аслан, Ашурбек, Махмуд, Неби, Раджабов Кадри Велибекович он был директором школы — все они из сел. Чере, Велибеков Шахбан из сел. Тураг, Гаджиев Шихахмед из сел. Ничрас, Камиль из сел. Зирдаг.
В 50—60-е годы в Ничрасе работали и русские учителя. К ним относится Савенькова Клава Александровна, Логвинова Мария Ивановна, Аполлон Евдокимович и др.
В 1947 г. начал свою трудовую деятельность Гасанбеков Халид Казибекович, проработавший в данной школе 54 года.
В 1945—1946 гг. начал работать Алиев Гага Гаджиевич, ставший в последующие годы директором школы. В эти годы работал учитель Ахадов Идрис из сел. Чере.
Так вплоть до 60-х годов преимущественно в школе работали приезжие учителя из других мест.
В 1962—1963 году Ничрасская семилетняя школа была преобразована в восьмилетнюю. Приезжали учителя в Ничрасскую школу, дети из соседнего сел. Куярик, поскольку там была только начальная школа.
К концу 70-х годов количество учащихся достигло до 250. В 1981 году Ничрасская восьмилетняя школа стала средней. Ныне функционирующее школьное здание построено в 1953 году. В настоящее время все учителя, работающие в школе, местные.